# (612244) 2001 QS322
2001 QS322, também escrito como 2001 QS322, é um objeto transnetuniano (TNO) que está localizado no cinturão de Kuiper, uma região do Sistema Solar. Ele é classificado como um cubewano. O mesmo possui uma magnitude absoluta de 6,4 e tem um diâmetro com cerca de 186 km.

## Descoberta
2001 QS322 foi descoberto no dia 19 de agosto de 2001 pelo astrônomo Marc W. Buie.

## Órbita
A órbita de 2001 QS322 tem uma excentricidade de 0,035 e possui um semieixo maior de 43,861 UA. O seu periélio leva o mesmo a uma distância de 42,321 UA em relação ao Sol e seu afélio a 45,402 UA.